# 4662 Runk
4662 Runk је астероид главног астероидног појаса чија средња удаљеност од Сунца износи 2,793 астрономских јединица (АЈ).
Апсолутна магнитуда астероида је 12,3.